# Chloroclanis tanzanica
Chloroclanis tanzanica är en fjärilsart som beskrevs av Robert H. Carcasson 1968. Chloroclanis tanzanica ingår i släktet Chloroclanis och familjen svärmare. Inga underarter finns listade i Catalogue of Life.